# Margareta de Foix-Candale
Margareta de Foix-Candale, född 1473, död 1536, var en italiensk adelskvinna, markisinna av Saluzzo mellan 1492 och 1504 som gift med markis Ludovico II av Saluzzo.
Hon var ställföreträdande regent i Saluzzo för sin son Michele Antonio av Saluzzo under hans omyndighet mellan 1504 och 1526. 